# Le Bois-Robert
Le Bois-Robert é uma comuna francesa na região administrativa da Normandia, no departamento de Sena Marítimo. Estende-se por uma área de 4,96 km². Em 2010 a comuna tinha 359 habitantes (densidade: 72,4 hab./km²).